# グレン・レンフルー
グレン・レンフルー（Glen Renfrew、1928年9月15日 - 2006年6月29日）は、ロイターの第7代社長である。在任中、同社の株式上場に尽力し、財政基盤の安定に貢献した。

## 生涯

### 若年期
炭鉱の街として知られるアバデア（Aberdare：オーストラリア、ニュー・サウス・ウェールズ州）で、炭鉱夫の第10子として出生。語学の才があり、シドニー大学で国語の学位を取得した。卒業後はヨーロッパ各地を放浪。無一文になった彼は、職を求めてロンドンのフリート街（Fleet Street）を訪れる。フリート街はイギリスの有力新聞社や印刷会社が集中する地区で、ロイターも同地に本社を構えていた。
1952年、レンフルーはジャーナリスト見習いとしてロイターに入社した。後年彼が語ったところによると、彼の野心を問うたロイターの採用担当者に対し「私は、帆を張ったカヌーで大西洋を渡ることも厭わない」と答えたという。
1954年、ダフネ・ハイリー（Daphne Hailey）と結婚。息子1人と娘3人に恵まれた。3女は、1981年に山岳ハイキングの途中、事故で死亡した。息子バリー（Barry Renfrew）は、AP通信の重役となっている。

### 出世
1964年、コンテルビューローの長に就任した。「コンテルビューロー（comtelburo）」とは、ロイター初のコンピュータによる経済情報通信サービス「ストックマスター（Stockmaster）」を運営するために新しく設立した部門である（1966年に「ロイター・エコノミック・サービス（Reuters Economic Service）に改称」）。当時ロイターは、一般ニュース部門と経済通信部門で別々の編集部や支局を持つ独立採算制を採っていた（1973年に廃止）。1962年の売上高は一般ニュース部門が約97,000ポンド、経済通信部門が44,000ポンドであった。しかしストックマスターが販売数を伸ばしたことにより、1968年に経済通信部門の売上高が一般ニュース部門を上回り、その後も両者の差は拡大を続ける。1970年には一般ニュース部門約23万ポンドに対し、経済通信部門はその2倍、約45万ポンドを稼ぎ出すまでに至った。経営不振に喘ぎ、存続すら危ぶまれていたロイターは、この経済通信を新たな収益の柱として復活を遂げた。
その後、シンガポール、南アフリカ共和国、ベルギーを渡り歩き、1971年に、ロイター・アメリカの経営を任された。タイプライターとテレプリンターに替えて、ビデオ・ディスプレイとコンピュータを編集部門に導入するなどの改革を進め、赤字続きであった同地域での経営の建て直しに成功した。

### 社長時代
1981年、ジェラルド・ロング（Gerald Long）を継いで社長に就任した。
ほとんどの社員にとって、これは意外な人事であった。次期社長については、ロイター・エコノミック・サービスの長を務め、新型の決済システム「ロイター・モニター」を始めとする主力商品の開発に貢献したマイケル・ネルソン（Michael Nelson）が有力視されていたからである。だが、ロングはレンフルーを推薦した。レンフルーにはネルソンのような商品開発の実績がなかったが、北米での黒字転換を果たした成果は大きい。選考委員会もレンフルーの貪欲さに期待した。ロイターの社長に英国人以外の者が就くのは、同社史上初である（創業者ポール・ジュリアス・ロイターはドイツ出身だが、イギリスに帰化している）。
社長に就任したレンフルーは、北米市場に続いて日本市場に眼を向けた。
ロイターは1971年に日本経済新聞社が設立した「株式会社市況情報センター（QUICK）」に8%の出資を行い、「ストックマスター」などの商品の販売委託をしていた。世界の金融市場を席捲したストックマスターであったが、日本での売り上げは芳しくなかった。QUICK側からすれば、代行販売の手数料が入るとはいえ、ロイターの商品の販売に血道をあげる道理がなかった。結果、ロイター自身が商品の販売を行う必要性が認識されたのである。また、日本では通信業務に関する規制が欧米に比べて厳しく、「ロイター・モニター」を販売しようとしても、公衆電気通信法に抵触するとして認可が下りなかった（1979年に認可）。日本の金融市場は、欧米に比べて遅れた決済システムを、高い料金を払って使用していたのである。この規制を突破してロイターが日本市場に打って出れば、優位に立てるとの目算があった。
こうしてロイター・アジアの社長ピーター・ジョブ（Peter Job）らが中心となり、1984年にQUICKから離脱。翌1985年7月、ロイターの完全子会社となる日本法人「ロイター・ジャパン株式会社」を設立した。
1984年、ロイターはロンドン証券取引所とNASDAQに上場を果たした。上場に当たっては紆余曲折があった。上場は社内外で論争の種となり、英国議会においても「上場後もロイターの独立と公正が維持され得るのか」との質問が飛んだ（日本の新聞社が株式を公開しないのも、まさにこの問題と密接に関係している）。ロイターは、特定の議決権を持つ発起人株を非公開企業「ロイター・ファウンダーズ・シェア・カンパニー」に保有させるセーフ・ガードの導入をもって、この問題に対処した。
公開されたロイター株は金融市場の隆盛に対する期待感から高値を付け、レンフルー自身も巨万の富を手にしている。社業も成長を続け、1980年当時のロイターは職員数約2,900人、売上高9006万ポンド、利益389万ポンドであった。10年後の1990年には職員数約10,800人、売上高13億6900万ポンド、税引き前利益3億2000万ポンドに急増した。
1986年、世界最大の電子証券会社、インスティネット社（Instinet）を買収した（2005年、9億3450万ドルでNASDAQに売却）。
1990年、ナイトに叙爵されることが決定したが、レンフルーはこれを断った。「国際企業たるロイターは、いかなる政府からの栄誉も受けてはならない」との信念による。

### 引退後
1991年に社長職をピーター・ジョブに譲り、バミューダ諸島に隠居。趣味のヨットを存分に楽しむ生活に入ったが、その後もエース・リミテッド（ACE Ltd.：バミューダに本社を置く保険会社。日本法人はエース損保）の取締役も務めた。
晩年は認知症に罹患。2006年6月29日、イングランド南部、セント・オールバンズの療養所で死去。77歳。その死は7月4日に至って家族の口から明かされた。